# Karwendeltal
Das Karwendeltal ist neben dem Hinterautal eines der längsten Täler des Karwendel und verläuft in leichtem Bogen von West nach Ost zwischen der Nördlichen Karwendelkette im Norden und der Hinterautal-Vomper-Kette im Süden.
Das Tal wird vom Karwendelbach durchflossen, der am westlichen Talende in die Isar mündet. An den östlichen Talabschluss mit der Angeralm (1310 m ü. A.) schließt der Hochalmsattel (1803 m ü. A.) mit dem Übergang zum Kleinen Ahornboden bzw. zum Johannestal an.

## Stützpunkte
Am östlichen Talende oberhalb des Talabschlusses befindet sich das bewirtschaftete Karwendelhaus, einer der zentralen Stützpunkte im Karwendel.

## Tourenmöglichkeiten
Der Fahrweg ist für den öffentlichen Verkehr gesperrt. Wichtige Mountainbike-Touren im Karwendel führen durch das Tal zum Karwendelhaus.